# Трог (фильм)
Трог (англ. Trog) — американский научно-фантастический фильм 1970 года, снятый режиссёром Фредди Фрэнсисом. В данном фильме Джоан Кроуфорд исполнила свою последнюю роль в большом кино.

## Сюжет
Действие происходит в современной Англии. Известный антрополог доктор Броктон обнаруживает в пещерах сельской местности троглодита. В интересах науки существо поднимают на поверхность, однако он сопротивляется и даже пытается атаковать доктора Броктон, однако она успевает нейтрализовать его транквилизатором, существо перевозят в лабораторию для изучения. Однако владелец строительной компании Сэм Мердок активно выступает против изучаения и выступает за скорейшее уничтожение монстра, поскольку он может навредить его бизнесу. Тем временем, существо, получившее имя «Трог», обучается доктором Броктон играм и простейшим навыкам; также благодаря гипнозу он вспоминает своё прошлое, включая динозавров.
Все ещё лишённый покоя из-за экспериментов Броктон и разъярённый из-за решения муниципального суда, который не позволил уничтожить Трога, Мердок освобождает его посреди ночи, надеясь, что пещерный человек столкнется с местными жителями и будет убит ими, либо хорошо вооруженными властями. Его план в конечном итоге увенчался успехом. После освобождения Трог забредает в город и убивает нескольких людей, попавшихся ему на пути (бакалейщик, мясник и гражданин в машине), также он убивает Мердока. Затем Трог хватает маленькую девочку с детской площадки и уводит её в свою пещеру. Доктор Броктон, полиция и армия вскоре собираются у входа в пещеру. После бесплодных уговоров властей позволить ей урезонить Трога и благополучно вернуть девочку, Броктон внезапно спускается в пещеру, где она находит девочку. Трог поначалу ведет себя агрессивно при виде доктора в его убежище, но после строгого выговора и просьбы Броктона, Трог отдает девушку ей. Вскоре после того, как доктор и девушка выходят из пещеры, солдаты бросаются в пещеру и убивают Трога.

## В ролях
- Джоан Кроуфорд — доктор Броктон
- Майкл Гоф — Сэм Мердок
- Бернард Кей — инспектор Гринхэм
- Роберт Хаттон — доктор Ричард Уоррен
- Ким Брэден — Энн Броктон
- Дэвид Гриффин — Малькольм Трэверс
- Джон Хэмилл — Клифф
- Торли Уолтерс — судья
- Джек Мэй — доктор Селбурн
- Джеффри Кейс — Билл
- Саймон Лэк — подполковник Виккерс
- Хлоя Фрэнкс — маленькая девочка
- Джо Корнелиус — «Трог»